# 津久見市立仙水小学校
津久見市立仙水小学校（つくみしりつ せんすいしょうがっこう）は、かつて大分県津久見市にあった公立小学校である。

## 歴史
- 1999年（平成11年）4月1日 - 休校[2]。
- 2016年（平成28年）12月26日 - 廃校[1]。

## 通学区域
- 通学区域 - 大字四浦のうち字鳩浦、字荒代[3]

本校の廃校に伴い、上記の区域は津久見市立千怒小学校の通学区域となった。
仙水小学校区全域が津久見市立第一中学校の通学区域であった。